# Påryd
Påryd är en tätort och kyrkby i Karlslunda socken i Kalmar kommun i Kalmar län.

## Historia
Påryd ligger i Södra Möres skogsbygd och i trakten finns en del fornlämningar som lämningar efter järnframställning, så kallade slaggvarpar, och fångstgropar från järnåldern och början av medeltiden. 
1908 byggdes Ljungbyholm–Karlslunda Järnväg som förband Påryd med Kalmar. Järvägsstationen i Påryd invigdes den 12 augusti detta år och lades ned den 1 oktober 1959.

### Befolkningsutveckling
| Befolkningsutvecklingen i Påryd 1960–2020 | Befolkningsutvecklingen i Påryd 1960–2020 | Befolkningsutvecklingen i Påryd 1960–2020 | Befolkningsutvecklingen i Påryd 1960–2020 | Befolkningsutvecklingen i Påryd 1960–2020 |
| ----------------------------------------- | ----------------------------------------- | ----------------------------------------- | ----------------------------------------- | ----------------------------------------- |
|                                           |                                           |                                           |                                           |                                           |
| År                                        |                                           |                                           | Folkmängd                                 | Areal (ha)                                |
| 1960                                      | 1960                                      |                                           | 632                                       |                                           |
| 1965                                      | 1965                                      |                                           | 683                                       |                                           |
| 1970                                      | 1970                                      |                                           | 747                                       |                                           |
| 1975                                      | 1975                                      |                                           | 756                                       |                                           |
| 1980                                      | 1980                                      |                                           | 785                                       |                                           |
| 1990                                      | 1990                                      |                                           | 728                                       | 116                                       |
| 1995                                      | 1995                                      |                                           | 710                                       | 116                                       |
| 2000                                      | 2000                                      |                                           | 654                                       | 116                                       |
| 2005                                      | 2005                                      |                                           | 657                                       | 116                                       |
| 2010                                      | 2010                                      |                                           | 651                                       | 115                                       |
| 2015                                      | 2015                                      |                                           | 663                                       | 125                                       |
| 2020                                      | 2020                                      |                                           | 666                                       | 125                                       |
|                                           |                                           |                                           |                                           |                                           |

## Samhället
I samhället finns Karlslunda kyrka, ICA-butik, bibliotek, bensinstation, bilverkstad, frisersalong, färgbutik, en butik för försäljning av cyklar, motorsågar, gräsklippare etc, samt pizzeria.
Det finns en restaurang vid macken och ett Café bredvid Icabutiken.

## Idrott
I Påryd finns en idrottsförening, IFK Påryd. Huvudidrotten är fotboll. Pojk- och flicklagen är gemensamma med grannföreningen Tvärskogs IF. Dessutom finns en tempererad utomhusbassäng, elljusspår och en sporthall.

## Personer från Påryd
De båda fotbollsbröderna Georg "Girre" Ericsson och Evert Ericsson är födda i Påryd.